# Storia del CAD
Quella che segue è l'evoluzione storica dei sistemi Computer-Aided Design/Drafting, una famiglia di software grafici per supportare l'attività di progettazione e di disegno tecnico.

## Anni 1950
Hanratty è largamente accreditato come il padre del CAD/CAM: nel 1957, mentre lavorava per General Electric, egli sviluppò PRONTO (Program for Numerical Tooling Operations), il primo sistema di programmazione CNC commerciale.

## Anni 1960
Nel 1963, Ivan Sutherland presenta la sua tesi di dottorato presso il Massachusetts Institute of Technology intitolata Sketchpad, A Man-Machine Graphical Communication System: si trattava di un sistema sperimentale che consentiva al progettista di disegnare su un monitor a raggi catodici con una penna ottica, permetteva di introdurre vincoli nel disegno e introduceva i concetti di oggetto e istanze.

## Anni 1970
Le prime applicazioni commerciali del CAD si ebbero negli anni 1970 in grandi aziende elettroniche, automobilistiche, aerospaziali e navali.
Venivano impiegati computer mainframe e terminali grafici vettoriali. Questi ultimi sono monitor a raggi catodici il cui pennello elettronico, invece di scandire lo schermo come nei televisori, viene controllato dal computer in modo da tracciare le linee.
Nel 1971 Costruito da Patrick Hanratty, ADAM è un CAD grafico interattivo, il sistema di progettazione e produzione è stato scritto in Fortran e progettato per funzionare praticamente su ogni macchina, un enorme successo che è stato aggiornato per funzionare su computer a 16 e 32 bit, oggi l'80% dei programmi CAD è possibile risalire alle radici di ADAM.

## Anni 1980

Sistema CAD su un computer PDP-11 all'inizio degli anni 80

Negli anni 1980 vennero sviluppati sistemi CAD per microcomputer con monitor a grafica raster, cioè basate su frame buffer.
Tali sistemi erano ancora o molto limitati o molto costosi, e comunque molto difficili da usare, per cui venivano usati solo da aziende medio-grandi o da professionisti, essendo questi strumenti tecnologicamente sofisticati.
Nel 1980 nasce l'IGES che consente agli utenti di trasferire i loro progetti 3D tra i programmi software CAD,
Nel 1981 nasce CATIA della Dassault Systèmes, un software CAD multi piattaforma, ancora in uso oggi.
Nel 1982 AutoCAD di Autodesk è stato il primo software CAD di progettazione 2D realizzato per PC anziché computer mainframe o minicomputer.
Nel 1987 Pro/ENGINEER (oggi PTC Creo) è stato il primo programma CAD tradizionale che ha preso le idee di Sketchpad (Interattivo, facile da usare, veloce) e lo ha fatto prendere vita, basato su modelli solidi, funzioni basate sulla storia e l'uso di vincoli, questo è stato un enorme cambiamento nella storia del CAD perché ha completamente eliminato qualsiasi competizione, altri sono stati scritti in Fortran e assemblatore questo è stato scritto nell'X-Windows di UNIX che lo ha reso più veloce e facile da usare.

## Anni 1990
Negli anni 1990 la semplificazione nell'uso del computer dovuto alla diffusione delle interfacce utente grafiche e l'abbassamento dei costi dell'hardware hanno reso i sistemi CAD alla portata di tutti i professionisti.
La Autodesk nel 1994 rilascia AutoCAD R13 compatibile con il 3D.  In realtà già la versione 12 aveva un modellatore solido anche abbastanza avanzato per l'epoca. I suoi competitor erano solo software molto più complessi e costosi.
Nel 1994 PASSO, derivato da IGES come nuovo formato da utilizzare per il trasferimento di modelli 3D da uno all'altro, è stata la versione iniziale di STEP che ne ha fatto uno standard internazionale per i modelli, ancora il formato più utilizzato.
Nel 1995 nasce SolidWorks 95 di Dassault Systemes, un software che ha puntato sulla facilità d'uso, ed ha permesso a molti ingegneri di approcciarsi alla tecnologia CAD 3D.
Nel 1995 Solid Edge di Siemens viene realizzato come software PLM (Product Lifecycle Management), funziona su Windows, fornisce modellazione solida, modellazione di assiemi e vista ortografica 2D, in risposta al successo di SolidWorks.
Nel 1999 Autodesk Inventor è la nuova creazione di Autodesk, che cercava di essere più intuitiva e semplice, consentiva anche la creazione di complesse geometrie in tempi record, ancora in uso, ha davvero aumentato la sfida nel mondo CAD.

## Anni 2000
Nel 2007 esce la nuova versione di Unigraphics ribattezzata NX 5 dopo che la Siemens ha rilevato la UGS Corporation
Nel 2012 Autodesk 360 è il primo CAD ad essere utilizzato nel cloud.

## Cronologia
Segue una lista cronologica dei software CAD:
- 1963 – Sketchpad
- 1968 – UNISURF
- 1977 – CATIA
- 1978 – Unigraphics
  - 2007 – NX
- 1987 – Pro/ENGINEER
  - 2009 – Creo